# Breitenbach am Inn
Breitenbach am Inn je obec v rakouské spolkové zemi Tyrolsko v okrese Kufstein. Žije zde přibližně 3 500 obyvatel. 

## Poloha
Území Breitenbach am Inn tvoří čtyři obce (počet obyvatel k 1. lednu 2022):
- Breitenbach am Inn (2168)
- Haus (397)
- Kleinsöll (512)
- Schönau (438)

Obec se skládá z jednoho katastrálního území Breitenbach, které má rozlohu  37,99 km², z toho 57,3 % zaujímá lesní porost, 4,7 % tvoří alpské louky a 27,3 % je zemědělská půda. Z celkové plochy je 32,8 % osídleno.
Obec Breitenbach existuje ve svých hranicích přibližně od poloviny 19. století a kromě hlavní obce Breitenbach je charakteristická širokým rozptylem svých osad. Skládá se z částí Dorf, Kleinsöll, Schönau, Glatzham a Haus (Mosertal). V roce 2006 došlo k novému přiřazení obcí a čísel domů.

### Sousední obce
| Brandenberg     |       | Thiersee  |
| Brandenberg     |       | Angerberg |
| KramsachRadfeld | Kundl | Wörgl     |